# Episodi de L'albero delle mele (sesta stagione)
La sesta stagione della sitcom L'albero delle mele è stata trasmessa negli Stati Uniti dal 26 settembre 1984 al 15 maggio 1985. Mackenzie Astin appare su base ricorrente. In Italia la stagione è inedita.
| N° | Titolo originale                   | Titolo italiano | Prima TV USA      | Prima TV Italia |
| -- | ---------------------------------- | --------------- | ----------------- | --------------- |
| 1  | The Summer of '84                  |                 | 26 settembre 1984 | Inedito         |
| 2  | A Slice of Life/Slices of Life     |                 | 3 ottobre 1984    | Inedito         |
| 3  | Love at First Byte                 |                 | 17 ottobre 1984   | Inedito         |
| 4  | My Boyfriend's Back                |                 | 24 ottobre 1984   | Inedito         |
| 5  | Cruisin'                           |                 | 31 ottobre 1984   | Inedito         |
| 6  | Taking a Chance on Love: Part 1    |                 | 7 novembre 1984   | Inedito         |
| 7  | Taking a Chance on Love: Part 2    |                 | 7 novembre 1984   | Inedito         |
| 8  | E.G.O.C (Edna Garrett on Campus)   |                 | 14 novembre 1984  | Inedito         |
| 9  | Dear Apple                         |                 | 21 novembre 1984  | Inedito         |
| 10 | Talk, Talk, Talk                   |                 | 28 novembre 1984  | Inedito         |
| 11 | Smile                              |                 | 5 dicembre 1984   | Inedito         |
| 12 | The Rich Aren't Different          |                 | 12 dicembre 1984  | Inedito         |
| 13 | Christmas in the Big House         |                 | 19 dicembre 1984  | Inedito         |
| 14 | Me and Eleanor                     |                 | 2 gennaio 1985    | Inedito         |
| 15 | Working It Out                     |                 | 9 gennaio 1985    | Inedito         |
| 16 | Jazzbeau                           |                 | 16 gennaio 1985   | Inedito         |
| 17 | Two Guys from Appleton             |                 | 23 gennaio 1985   | Inedito         |
| 18 | With a Little Help from My Friends |                 | 30 gennaio 1985   | Inedito         |
| 19 | Gone with the Wind: Part 1         |                 | 13 febbraio 1985  | Inedito         |
| 20 | Gone with the Wind: Part 2         |                 | 20 febbraio 1985  | Inedito         |
| 21 | Man in the Attic                   |                 | 27 febbraio 1985  | Inedito         |
| 22 | The Last Drive-In                  |                 | 13 marzo 1985     | Inedito         |
| 23 | Sisters                            |                 | 20 marzo 1985     | Inedito         |
| 24 | It's Lonely at the Top             |                 | 27 marzo 1985     | Inedito         |
| 25 | Bus Stop                           |                 | 8 maggio 1985     | Inedito         |
| 26 | The Interview Show                 |                 | 15 maggio 1985    | Inedito         |

## The Summer of '84
- Diretto da: Asaad Kelada
- Scritto da: Linda Marsh e Margie Peters

### Trama
La signora Garrett e le ragazze ritornano a casa e raccontano cosa hanno fatto durante le vacanze estive.
- Guest stars: Woody Brown (Cliff Winfield), Bruce Solomon (Bill Simpson), Jeff B. Cohen (Seymour Slavick), John Astin (Vito), Seth Jaffe (Signore) e Richard Stahl (Signore).

## A Slice of Life
- Diretto da: Asaad Kelada
- Scritto da: Jerry Mayer

### Trama
Jo, aiutata da Tootie e Natalie, fa affari cucinando le pizze con la ricetta di sua madre. Nel frattempo, la signora Garrett è decisa a proseguire la sua dieta.
- Guest stars: Stephen Schubert (Ronald), Tony Longo (Hacksaw), Michael Zorek (Victor), Lisa Freeman (Sally) e Bob Berger (Pledge).

## Love at First Byte
- Diretto da: Asaad Kelada
- Scritto da: Bob Myer e Bob Young

### Trama
Natalie usa i nomi di Blair e Jo senza il loro consenso per un servizio di incontri. Nel frattempo, la signora Garrett è alla ricerca di un nuovo partner di Bridge.
- Guest stars: Terence McGovern (Elliott Sincerre), Christopher Durham (Rex), Joe Brutsman (Doug), Leif Green (Chip) e Charles Champion (Dale).

## My Boyfriend's Back
- Diretto da: Asaad Kelada
- Scritto da: Bob Myer e Bob Young

### Trama
Tootie rivede Jeff dopo tre mesi e sente che tra loro sono cambiate molte cose. Nel frattempo, la signora Garrett ha dei problemi con alcuni clienti.
- Guest stars: Todd Hollowell (Jeff Williams), John Terlesky (Rich), Eileen Seeley (Ellen), Adrian Ricard (Cliente), Mary Burkin (Cliente) e Phyllis Ehrlich (Cliente).

## Cruisin'
- Diretto da: John Bowab
- Scritto da: Paul Haggis

### Trama
Le ragazze decidono di fare un giro in città con l'auto del padre di Blair.

## Taking a Chance on Love: Part 1
- Diretto da: Asaad Kelada
- Scritto da: Gail Honigberg

### Trama
Jo comincia a frequentare il suo professore di fotografia, Sam Hall. L'uomo è già stato sposato e ha avuto un figlio prima di rimanere vedovo.
- Guest stars: David Tiefen (Guy Reynolds), Kristoffer Tabori (Sam Hall), Dean Cameron (Rick) e Kelly Ann Conn (Penny).

## Taking a Chance on Love: Part 2
- Diretto da: Asaad Kelada
- Scritto da: Gail Honigberg

### Trama
Jo continua a frequentare Sam, viene sempre più coinvolta nella vita del piccolo Robbie e, non sapendo come comportarsi, chiede aiuto alla signora Garrett.
- Guest stars: David Tiefen (Guy Reynolds), Kristoffer Tabori (Sam Hall), Matt Shakman (Robbie Hall) e Kerry Michaels (Cliente).

## E.G.O.C (Edna Garrett on Campus)
- Diretto da: John Bowab
- Scritto da: Janis Hirsch

### Trama
La signora Garrett decide di iscriversi al college e comincia a frequentare un corso su Shakespeare insieme a Blair e Jo.
- Guest stars: Toby Alexander (Alan Peterson), Ed Karvoski (Romeo), Clive Revill (Professor Ryan), Roz Witt (Segretaria), Rick Simone (Ragazzo) e Claudia Templeton (Ragazza).

## Dear Apple
- Diretto da: John Bowab
- Scritto da: Paul Haggis, Deidre Fay e Stuart Wolpert

### Trama
Jo parla a un computer di un litigio avvenuto con Blair.
- Guest stars: David Datz (Professore), Ken Daly (Ragazzo), David Wakefield (Ragazzo) e Tony Pope (Computer).

## Talk, Talk, Talk
- Diretto da: John Bowab
- Scritto da: Bob Myer e Bob Young

### Trama
La signora Garrett e le ragazze aiutano Jo durante un turno di lavoro alla stazione radio di Langley.
- Guest stars: Michael Zorek (Victor), Steve Susskind (Thaddaleus), Joanne Giudici (Stacey), Peter Sebastian (Brad) e Colby Chester (Professor Dugan).

## Smile
- Diretto da: Asaad Kelada
- Scritto da: Linda Marsh, Margie Peters e Mark Miller

### Trama
Natalie è nervosa dopo aver affrontato un colloquio di lavoro. La reazione che ha alla notizia di non essere stata assunta mette in pericolo il rapporto con il suo ragazzo. Nel frattempo, la signora Garrett ha a che fare con un ammiratore segreto.
- Guest stars: Casey Siemaszko (Brian), Rob Fitzgerald (Buddy), Kelly Ann Conn (Paula) e Kelley Dunn (Alice).

## The Rich Aren't Different
- Diretto da: John Bowab
- Scritto da: J.P. Duffy

### Trama
Jo rompe uno degli orologi da polso di Blair e quest'ultima decide di citarla in giudizio. Nel frattempo, la signora Garrett ha problemi a studiare matematica.
- Guest stars: Andrew Cassese (Craig), William Pierson (John), Elliot Reid (Giudice), Albert Popwell (Ufficiale Giudiziario), Greg Winfield (Signore) e Ruth Manning (Signora).

## Christmas in the Big House
- Diretto da: John Bowab
- Scritto da: Jerry Mayer

### Trama
La signora Garrett e le ragazze tengono uno spettacolo di Natale presso un carcere.
- Guest stars: Todd Susman (Yeager), Starr Andreef (Melissa), JoAnn Willette (Didi), Michael Milhoan (Prigioniero), Bruce Glover (Prigioniero) e Stanley Ralph Ross (Prigioniero).

## Me and Eleanor
- Diretto da: John Bowab
- Scritto da: Paul Haggis

### Trama
Tootie sta lavorando a un progetto su Eleanor Roosevelt e chiede a Natalie cosa ne pensa. Nel frattempo, la signora Garrett assume un fattorino, Andy Moffett.
- Guest stars: Mackenzie Astin (Andy Moffett), Cathleen Cordell (Signora Pickering), Kres Mersky (Signora Jenkins) e Shane McCabe (Signor Burgess).

## Working It Out
- Diretto da: Asaad Kelada
- Scritto da: Linda Marsh e Margie Peters

### Trama
La signora Garrett non è contenta del nuovo atteggiamento di Blair. Dopo aver rotto con Cliff, la ragazza salta le lezioni ed è fuori tutte le notti fino a tardi con un ragazzo diverso.
- Guest stars: Matthew Beck (Chaz), Paul Richards (Ron) e Tom Eplin (George).

## Jazzbeau
- Diretto da: Ellen Chaset Falcon
- Scritto da: Rick Lombardo e Patrick Cleary

### Trama
La morte di un famoso cantante jazz rende tristi Tootie e Natalie, le quali avevano avuto modo di conoscerlo in un locale dove lavoravano come cameriere.
- Guest stars: Mackenzie Astin (Andy Moffett), Bill Henderson (Art Jackson), Timothy Stack (Carl), Steve Gagnon (Ken), Jan Burrell (Jan), John Gowans (John), John Bernabei (Bernie), Pat Benson (Pat) e Betty Bunch (Betty).

## Two Guys from Appleton
- Diretto da: John Bowab
- Scritto da: Paul Haggis

### Trama
In città arriva un vecchio amore adolescenziale della signora Garrett, Ted Metcalf, accompagnato dal figlio Kevin. La signora Garrett si scusa per averlo lasciato anni prima e i due riprendono a frequentarsi ma le ragazze temono che la coppia corra troppo dopo aver annunciato di volersi sposare.
- Guest stars: Ryan Cassidy (Kevin Metcalf), Dick O'Neill (Ted Metcalf), Eve Smith (Eve), Ruth Gillete (Ruth) e Ryan MacDonald (Reverendo).

## With a Little Help from My Friends
- Diretto da: John Bowab
- Scritto da: Deidre Fay e Stuart Wolpert

### Trama
Blair scopre che il suo nuovo ragazzo è dipendente da cocaina.
- Guest stars: Mackenzie Astin (Andy Moffett), Ryan Cassidy (Kevin Metcalf), Tom Byrd (Nick) e John Ingle (Padre Donovan).

## Gone with the Wind: Part 1
- Diretto da: John Bowab
- Scritto da: Kimberly Hill

### Trama
Le ragazze decidono di trascorrere le vacanze di primavera presso la nonna di Natalie in Florida, dove si imbattono in un uragano.
- Guest stars: Ryan Cassidy (Kevin Metcalf), Mark Tymchyshyn (Ben Rutledge), David Wallace (Morgan Wilson), Michael Damian (Flyman), Mike Jolly (John), Jeff Robie (Peter), Robert Rusler (Neil), Edith Diaz (Sal), Rick Moser (Leon), Dawn Schroder (Dawn) e Justin Williams (Mark).

## Gone with the Wind: Part 2
- Diretto da: John Bowab
- Scritto da: Kimberly Hill

### Trama
Durante la vacanza, le ragazze pensano a costruire nuove relazioni.
- Guest stars: Mark Tymchyshyn (Ben Rutledge), Michael Damian (Flyman), Mike Jolly (John), Jeff Robie (Peter), Robert Rusler (Neil), Edith Diaz (Sal), Rick Moser (Leon), Flo Di Re (Bobbie) e Chip McAllister (Terry).

## Man in the Attic
- Diretto da: John Bowab
- Scritto da: Paul Haggis

### Trama
Kevin, costretto a lasciare il suo appartamento, si trasferisce nella soffitta della signora Garrett ma per le ragazze rappresenta un problema.
- Guest stars: Mackenzie Astin (Andy Moffett), Ryan Cassidy (Kevin Metcalf) e Lisa Hunter (Diane).

## The Last Drive-In
- Diretto da: John Bowab
- Scritto da: Paul Haggis, Kimberly Hill e Stuart Wolpert

### Trama
Il cinema all'aperto sta per chiudere e le ragazze prendono in prestito l'auto della signora Garrett per andarci un'ultima volta.
- Guest stars: Moon Unit Zappa (Sondra), Gary Quinn (Richard), Richard Cerenzio (Tim), Cary Stratton (Ralph), Martin Garner (Signor Lowell), Lyla Oliver (Signora Miller), Patrick McCollum (Steve), Evan Arnold (Philip) e Michael Milhoan (Agente).

## Sisters
- Diretto da: John Bowab
- Scritto da: Bob Myer e Bob Young

### Trama
La madre di Blair e il padre di Jo sembrano essere sempre più vicini e suscitano la preoccupazione delle rispettive figlie, le quali temono diventeranno presto sorelle.
- Guest stars: Alex Rocco (Charlie Polniaczek) e Marj Dusay (Monica Warner).

## It's Lonely at the Top
- Diretto da: John Bowab
- Scritto da: Jerry Mayer

### Trama
La signora Garrett è ancora fuori città e Blair gestisce il negozio a modo suo.
- Guest stars: Mackenzie Astin (Andy Moffett), Nicolas Coster (David Warner), Ryan Cassidy (Kevin Metcalf), Dean Hamilton (Garth), Bill Dana (Signor Mancuso), Marcie Barkin (Signorina Burton) e Peter DeLuise (Ragazzo).

## Bus Stop
- Diretto da: Judi Elterman
- Scritto da: Kimberly Hill, Brian Pollack e Rick Shaw

### Trama
Con grande sorpresa della signora Garrett, delle ragazze e di sua madre, Natalie annuncia di voler interrompere gli studi per un anno dopo il diploma.
- Guest stars: Mitzi Hoag (Evie Green), Kerry Noonan (Ann), Joshua Davis (Lou) e George O. Petrie (Walt).

## The Interview Show
- Diretto da: John Bowab e Stuart Wolpert
- Scritto da: Deidre Fay e Stuart Wolpert

### Trama
La signora Garrett e le ragazze vengono intervistate da una ex studentessa di Eastland.
- Guest stars: Judith Cassmore (Beth McNeil), Mark Burke (Robert), Ken Daly (Studente) e David Wakefield (Studente).